# 秩祿處分
秩祿處分（日语：ちつろくしょぶん）是明治政府在1876年(明治9年)實施的秩祿給予全面廢除的政策。

## 历史
秩祿是给予華族或士族的家禄和给予维新功臣的赏典禄的總稱。作為過渡措施採用公債支付。統治階層幾乎在沒有抵抗的情況下就失去既得利益，這在世界史上也是罕見的。